# Dejan Panovski
Dejan Panovski (Macedonisch: Дејан Пановски) (Feldkirch, Oostenrijk, 1968) is een Macedonisch schrijver en politicus.